# Замерберг
Замерберг (њем. Samerberg) општина је у њемачкој савезној држави Баварска. Једно је од 46 општинских средишта округа Розенхајм. Према процјени из 2010. у општини је живјело 2.622 становника. Посједује регионалну шифру (AGS) 9187172.

## Географски и демографски подаци
Замерберг се налази у савезној држави Баварска у округу Розенхајм. Општина се налази на надморској висини од 700 метара. Површина општине износи 33,4 km². У самом мјесту је, према процјени из 2010. године, живјело 2.622 становника. Просјечна густина становништва износи 79 становника/km².